# Ahras
Ahras (tiếng Ả Rập: احرص, cũng đánh vần Ihras, Ahrez, hoặc Ehrez) là một ngôi làng của người Kurd ở phía bắc tỉnh Aleppo, tây bắc Syria. Về mặt hành chính thuộc về Nahiya Tell Rifaat ở quận A'zaz, có dân số 2.851 ngườitheo điều tra dân số năm 2004. Các địa phương lân cận bao gồm Kafr Naya ở phía tây, Tell Rifaat ở phía bắc, Herbel và Mare' ở phía đông bắc, Maarat Umm Hawsh ở phía đông, Tell Qarah ở phía đông nam và Tell Jabin ở phía nam.